# UN Watch
UN Watch ist eine 1993 gegründete Nichtregierungsorganisation, die die Aktivitäten und Beschlüsse der UNO kritisch untersucht. Sie hat ihren Sitz in Genf.

## Geschichte
Den Vorsitz der Organisation führte anfangs der frühere US-Repräsentant bei den Vereinten Nationen, Morris B. Abram. Heute wird UN Watch vom früheren US-Botschafter und Sondergesandten in Europa, Alfred H. Moses, Ehrenpräsident des American Jewish Committee (AJC), geführt. Geschäftsführer ist Hillel Neuer. Von 1993 bis 2000 war UN Watch an den Jüdischen Weltkongress angeschlossen und von 2001 bis 2013 an das American Jewish Committee.

## Ziele und Aktivitäten
UN Watch setzt sich ein für eine Reform der UN, Gleichberechtigung innerhalb der UN sowie gleichwertige Behandlung der Mitgliedsstaaten. UN Watch sieht seit Jahren eine unverhältnismäßige und unfaire Behandlung Israels, was fundamentale Prinzipien der UN-Charta verletzte.
UN Watch versorgt verschiedene UN-Körperschaften (UN-Menschenrechtsrat, UN-Menschenrechtskommission u. a.) mit Stellungnahmen und veröffentlicht Artikel in Medien mit großen Auflagen. Andere Nichtregierungsorganisationen werden aufgefordert, sich den Erklärungen anzuschließen.
Die Organisation beschuldigte die UN-Unterkommission für Förderung und Schutz der Menschenrechte der Mandatsüberschreitung, da diese Israel wegen Menschenrechtsverletzungen im Libanonkrieg 2006 verurteilt hatte. Jean Ziegler, der UN-Sondergesandte für Recht auf Nahrung, wurde der Mandatsüberschreitung bezichtigt, weil dieser in der Besetzung der Palästinensischen Autonomiegebiete durch Israel eine Verletzung des Rechts auf Nahrung sieht.
UN Watch regt E-Mail-Aktionen wie Anschreiben an UN-Vertreter bezüglich Hisbollah, Holocaustleugnung im Iran und antisemitischer/antichristlicher Lehrbücher in Ägypten und Saudi-Arabien an.
UN Watch wurde von der Times of Israel als eine pro-israelische Lobbygruppe charakterisiert.

## Ausschussmitglieder
- Per Ahlmark (†), früherer Vizepremierminister in Schweden
- Irwin Cotler, Rechtsanwalt, ehemaliger Justizminister und Generalstaatsanwalt Kanadas
- David A. Harris, Geschäftsführer des AJC
- Max Jakobson (†), Botschafter, früherer Vertreter Finnlands bei der UN
- Jeane Kirkpatrick (†), Botschafterin, früher Vertreterin der USA bei der UN
- Ruth Wedgwood, Professorin für internationales Recht und Diplomatie, Johns Hopkins University

## Akkreditierungen und Mitgliedschaften
- besonderer Konsultationsstatus bei der UN ECOSOC (Economic and Social Council)
- assoziierte NGO beim UN DPI (Departement of Public Information), siehe UN-Sekretariat
- Mitglied der United Nations Association of the USA (UNA-USA)